# Чхурпі

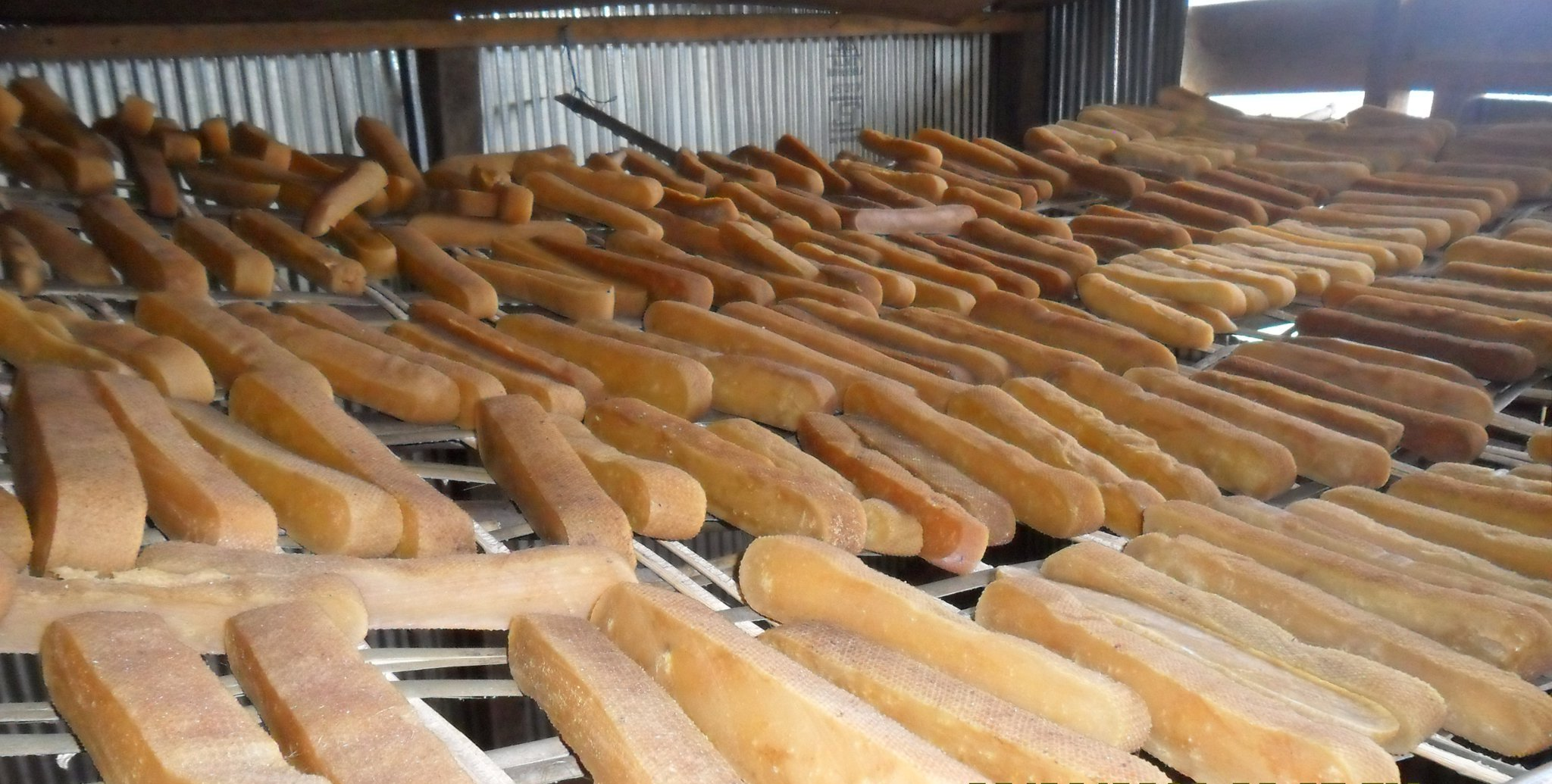
Виробництво Чхупрі в Непалі

Чхурпі (Chhurpi) — сухий копчений сир, що виготовлюється в Східному Тибеті та Гімалаях. Шерпа називають його «шекрам» (sherkam), в Бутані він зоветься «дурукова» (durukowa) або «дурукхо» (durukho). Чхурпі виготовлюється з молока яків та чаурі (гібрид яка і коровою), всі типи чхурпи тверді. Страва готується удома з матеріалу, отриманого з маслянки, «сергема». Сергем загортається в тканину, зазвичай джуту, та вижимається для позбавлення від води. Після цього він висушується та коптиться, за консистенцією нагадує сир.